# Guérin (Québec)
Pour les articles homonymes, voir Guérin.
Guérin est une municipalité de canton au Témiscamingue, en Abitibi-Témiscamingue, au Québec (Canada).

## Toponymie
Cette localité est nommée en l'honneur de James John Edmund Guerin (1856-1932), médecin et professeur montréalais, député libéral puis ministre entre 1895/ et 1904, maire de Montréal de 1910 à 1912 et député fédéral de 1925 à 1930.
- Gentilé : Guérinois, Guérinoise

## Histoire
L'occupation du territoire du futur canton de Guérin commence avec les chantiers forestiers entre 1870 et 1904. Le canton de Guérin est fondé en 1904 et Guérin est incorporée en municipalité de canton le 8 novembre 1911.
Le premier colon à s'installer avec son fils Henri est Ovide Falardeau en 1907. La Paroisse Saint-Gabriel de Guérin est fondée l'année suivante par le curé Armand Laniel. Le bureau de poste est ouvert la même année. En 1909, la commission scolaire est instituée et l'école construite ainsi qu'une chapelle. L'église Saint-Gabriel-Archange suit l'année suivante et le presbytère en 1912. Les sœurs grises s'installent à leur tour en 1932.
|                                            |
| Intérieur de l'église St-Gabriel-Archange. |

|                              |
| Salle à dîner du presbytère. |

Le fonds d'archives de la Paroisse Saint-Gabriel de Guérin est conservé au centre d'archives de Rouyn de Bibliothèque et Archives nationales du Québec. Le presbytère, l'église ainsi que le terrain en arrière où se trouve une maison de colon bâtie en 1919 et d'autres bâtiments de ferme. Le musée de Guérin aborde la paroisse rurale des années 1940-1950 en Abitibi-Témiscamingue. La collection d'objets religieux, d'ustensiles usuels et d'équipements aratoires a été initiée par le curé Donat Martineau durant les années 1970.

## Géographie
La municipalité de Guérin est située à mi-chemin entre la route 101 et la route 391, à 12 km de Notre-Dame-du-Nord. À proximité du Lac des Quinze, elle fait partie du réseau hydrographique de la Rivière des Outaouais.

## Démographie
| 1991 | 1996 | 2001 | 2006 | 2011 | 2016 | 2021 |
| ---- | ---- | ---- | ---- | ---- | ---- | ---- |
| 274  | 297  | 300  | 295  | 305  | 320  | 333  |

## Administration
Les élections municipales se font en bloc pour le maire et les six conseillers.
| Guérin Maires depuis 2001                                                                                            |                    |         |          |
| Élection | Maire              | Qualité | Résultat |
| 2001 | Robert Gendron     |         | Voir     |
| 2005 | Maurice Laverdière |         | Voir     |
| 2009 | Maurice Laverdière | Voir    |          |
| 2013 | Maurice Laverdière | Voir    |          |
| 2017 | Maurice Laverdière | Voir    |          |
| n/d | Roger Bouthillette |         | Voir     |
| 2021 | Roger Bouthillette | Voir    |          |
| Élection partielle en italique Depuis 2005, les élections sont simultanées dans toutes les municipalités québécoises |                    |         |          |

## Galerie de photographie
|                            |
| La maison du colon. (1919) |

|                                       |
| Séjour-cuisine de la maison du colon. |